# Marçal Busquets i Torroja
Marçal Busquets i Torroja   (Reus, 15 d'octubre de 1832 - Barcelona, 5 de setembre de 1872) va ser un autor dramàtic i traductor català, germà del també escriptor Modest Busquets.

## Biografia
El seu pare era argenter i treballà amb ell de petit. Més tard va entrar de dependent en una casa de comerç a la seva població natal. L'estudiós de la cultura reusenca Joaquim Santasusagna diu que va aprendre el francès i l'anglès i als vint anys es traslladà a Barcelona, on va perfeccionar els dos idiomes. Al fundar-se l'editorial "La Maravilla" en va ser nomenat traductor en cap i corrector d'estil. Va donar classes d'idiomes i va traduir molt, principalment del francès i també de l'anglès i l'italià; Elias de Molins li esmenta cinquanta-sis traduccions, algunes de les quals en diversos volums.
Entre altres obres, cal destacar les versions de El Cid, Horacio y Cinna de Pierre Corneille, la Historia de la literatura griega de Pierre Alexis Pierron (1861), la Historia de Portugal y de sus colonias d'Auguste Bouchot (1868), La Jerusalem libertada de Torquato Tasso (1873) i Marino Faliero de Byron, entre altres sens dubte més populars, com ara les traduccions d'obres de Jules Verne, d'Alexandre Dumas i del clàssic de la Il·lustració polonesa Ignacy Krasicki.
Va escriure també comèdies en castellà i català, com ara Un poll ressuscitat, que desenvolupa amb molta traça el tema de Molière de la ridiculesa del nou ric, en aquesta ocasió d'un pagès que tenia terres a l'eixample barceloní en l'època d'expansió de la ciutat, i poemes com El abrazo de Vergara (1858), sobre el carlisme. Va col·laborar en periòdics barcelonins, en especial a El Eco de la Actualidad, El Centro Parlamentario i El Telégrafo. Quan va morir va deixar inacabada una gramàtica castellana i inèdites diverses obres teatrals, unes estrenades i altres per representar. Moltes de les obres de Marçal Busquets són bilingües. Un dels personatges, o més d'un, parlen en castellà, però això era per buscar un deliberat efecte còmic, o potser per reminiscència d'una disposició governativa que no deixava presentar a la censura obres exclusivament escrites en "cualquiera de los dialectos". El teatre de Marçal Busquets, com també el del seu germà Modest, és senzill, compost per peces d'un sol acte i escrites sense altra pretensió que divertir al públic. En les seves peces tot es planteja i es resol ràpidament, sense massa argument ni massa acció, però sens dubte, no estan mancades d'enginy.

## Obra dramàtica
- Tona, la gitanilla. Zarzuela. Reus, 1850.
- La Humana sabiduría: comedia en tres actos y en verso. Barcelona: Administración del Plus Ultra, 1857
- Tretas de amor: zarzuela en 1 acto. Música de Joan Sariols i Porta. 1862. [manuscrit]
- El arriero: zarzuela en 1 acto. Música de Joan Sariols i Porta. 1863. [manuscrit]
- Un poll ressuscitat: comedia en un acte i en vers. Barcelona: Estampa de Lluís Tasso, 1865. Estrenada al Teatre dels Camps Elisis el 18 d'agost de 1865.
- Un pa com unas hòstias, joguina bilingüe en 1 acte i en vers. Barcelona: Establiment Tipográfich de la V. y F. de Gaspar, 1866. Estrenada al Teatre de l'Odèon de Barcelona el 18 d'octubre de 1866.
- Qui al cel escup... comedia en un acte y en vers. Barcelona: Impremta de Lluís Tasso, 1866. Estrenada al Teatre Romea de Barcelona el 1866
- Reus, París i Londres. Barcelona: Estampa de Lluís Tasso, 1866. Estrenat al Teatre Romea de Barcelona el 1866.
- A la quarta pregunta. Juguet bilingüe en 1 acte i en vers. Barcelona: Impremta de Jaime Jepús Roviralta, 1867. Estrenat al Teatre Romea de Barcelona el 1867.

## Traduccions
Novel·la
- La Dama de las camelias. Original d'Alexandre Dumas (fill). Barcelona: Luis Tasso, 1856.
- Artagnan el mosquetero: su vida aventurera, sus duelos, sus relaciones con Athos, Porthos y Aramis, su muerte. Original d'Eugène d'Auriac. Barcelona: Librería Literaria, 1858.
- Historia de Raselas príncipe de Abisinia. Original de Samuel Johnson. Madrid: Antonio de San Martín, 1860
- La Cruz de madera. Original de Cristóbal Schmid. Barcelona: Librería Católica de Pons y Compañía, 1861.
- Black; El capitan Richard; y El salteador: novelas escritas en francés. Original d'Alexandre Dumas (pare). Traduïda a l'espanyol per Marçal Busquets. Madrid: Librería de San Martín, 1861
- La Sociedad de la Trufa. Original de Paul de Kock. Barcelona: Imprenta de Salvador Manero, 1872 [?]
- El fraile por el Abate *** (Jean Hyppolyte Michon). Barcelona: Imprenta de Salvador Manero, 1869.
- La Jesuralem libertada. Original de Torquato Tasso. Barcelona: Empresa Editorial La Ilustración, 1873.
- Gustavo el calavera. Original de Paul de Kock. Barcelona: Salvador Manero, 1873.

Teatre
- Una noche de errores. Original d'Oliver Goldsmith. Barcelona: Establecimiento Tipográfico Editorial de Salvador Manero, 1869.